# Visage (hudební skupina)
Visage byla britská synthpopová hudební skupina vedená Stevem Strangem a známá hlavně svým hitem Fade to Grey (1980).
První 2 alba Visage (1980) a The Anvil (1982) měla komerční úspěch, po neúspěchu alba Beat Boy (1984) se skupina rozpadla. Po roce 2000 byla skupina v jiné sestavě obnovena a definitivně zanikla roku 2015, když zemřel Strange.

## Diskografie

### Alba
- Visage (1980)
- The Anvil (1982)
- Beat Boy (1984)
- Hearts and Knives (2013)
- Demons to Diamonds (2015)